# 1233
- Wikisource

| Calendário gregoriano                                                        | 1233 MCCXXXIII                                         |
| Ab urbe condita                                                              | 1986                                                   |
| Calendário arménio                                                           | 682 – 683                                              |
| Calendário bahá'í                                                            | -611 – -610                                            |
| Calendário budista                                                           | 1777                                                   |
| Calendário chinês                                                            | 3929 – 3930 Início a 12 de fevereiro (aproximadamente) |
| Calendário copta                                                             | 949 – 950                                              |
| Calendário etíope                                                            | 1225 – 1226                                            |
| Calendários hindus - Vikram Samvat - Calendário nacional indiano - Cáli Iuga | 1288 – 1289 1154 – 1155 4333 – 4334                    |
| Calendário Holoceno                                                          | 11233                                                  |
| Calendário islâmico                                                          | 630 – 631                                              |
| Calendário judaico                                                           | 4993 – 4994                                            |
| Calendário persa                                                             | 611 – 612                                              |
| Calendário rúnico                                                            | 1483                                                   |
| Calendário solar tailandês                                                   | 1776                                                   |

1233 (MCCXXXIII, na numeração romana) foi um ano comum do século XIII do Calendário Juliano, da Era de Cristo, a sua letra dominical foi B (52 semanas), teve início a um sábado e terminou também a um sábado.
| Ano completo                   |
| ------------------------------ |
| Ano comum com início ao sábado |

## Eventos
- Estabelecimento da Inquisição.

## Nascimentos
- Nasce, na cidade italiana de Viterbo, Santa Rosa de Viterbo, Padroeira da Juventude Franciscana e da Juventude Feminina da Ação Católica. Faleceu em 6 de Março de 1251.

## Mortes
- 1 de Março - Tomás I de Saboia, n. 1176, foi Conde de Saboia.